# Johann Matthias Leitner
Johann Matthias Leitner (geboren in Thierhaupten, Bayern; gestorben am 4. Dezember 1763 in Graz) war ein Bildhauer; oftmals wird er auch Mathias Leitner aus Graz geschrieben.

## Leben und Wirken

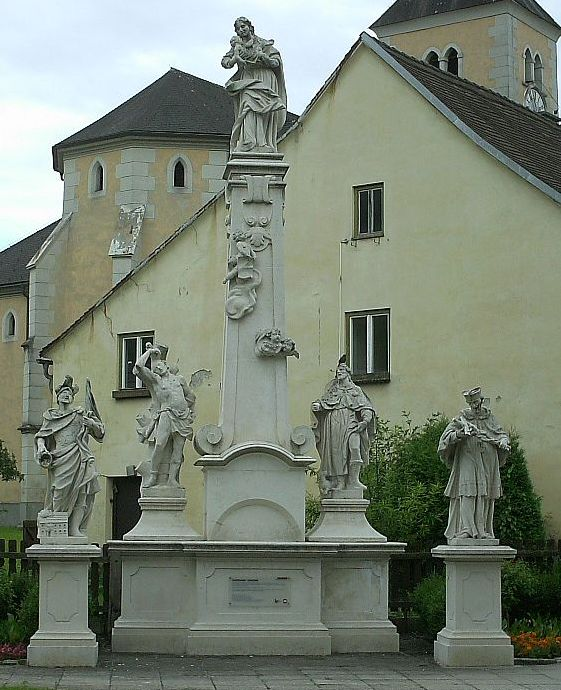
Kopie der 1738 von Leitner geschaffenen Pestsäule von Kapfenberg.

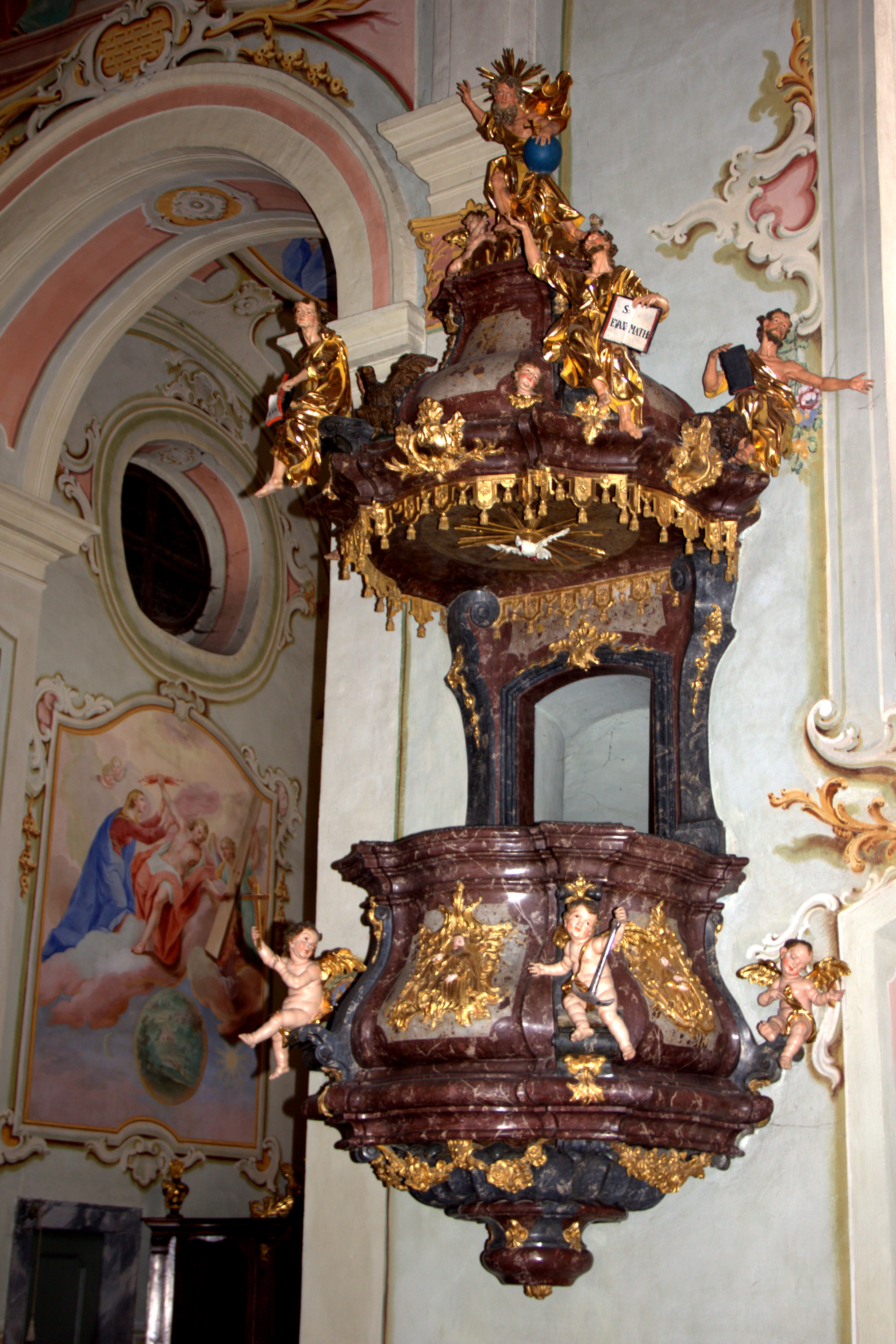
Die von 1746 bis 1747 geschaffene Kanzel von Maria Lebing.

Der aus Bayern stammende Johann Matthias Leitner, der oftmals auch Mathias Leitner geschrieben wird, ist ab 1723 als Bildhauer in Graz nachweisbar. Vor allem seine Werke aus den 1730er und 1740er Jahren sind heute bekannt. Dazu zählen unter anderem die 1738 geschaffene Pestsäule von Kapfenberg, die am Hauptplatz aufgestellt worden war. Seit 1969 steht die Skulpturengruppe (in Kopie) in einem kleinen Park neben der Pfarrkirche St. Oswald.
Vor allem in den 1740er Jahren machte sich Leitner um einige Arbeiten im Stift Rein verdient. So befindet sich unter anderem in einer mit Stuck verzierten Nische im Mittelportal der Stiftskirche eine von Leitner im Jahre 1743 angefertigte Statue des heiligen Bernhard, die von zwei Engeln flankiert ist. Zudem befinden sich, auf die Giebelfassade aufgesetzt, drei ebenfalls von Leitner stammende Figuren, die den Glauben, die Liebe und die Hoffnung darstellen. Die Statuen auf den Seitenaltären der Stiftskirche stammen ebenfalls von Leitner. Neben den Figuren auf den Seitenaltären dürfte Leitner einen Großteil der restlichen Altarskulpturen um das Jahr 1745 angefertigt haben. Ein Ovalrelief mit dem Porträt des 1605 verstorbenen Abtes Georg Freyseisen stammt aus der Zeit um 1740 und wird ebenfalls Leitner zugerechnet. Das Grabmal des 1745 verstorbenen Abtes Placidus Mally mit seinem reich in Muschelart verzierten Rocailleornament-Rahmen zeigt eine von Johann Matthias Leitner gefertigte Figur einer sitzenden Fama-Allegorie, die sich an ein Reliefporträt des Abtes lehnt. Die übrigen Steinmetzarbeiten an diesem Grabmal stammen aus dem Jahr 1754 und wurden von Andreas Zailler getätigt.
Außerdem schuf Leitner um diese Zeit die Kanzel der Wallfahrtskirche Maria Lebing (1746 bis 1747), sowie die Kanzel der Stadtpfarrkirche von Hartberg (1753).